# بيث بدر
بيث بدر (بالإنجليزية: Beth Bader)‏ هي لاعبة غولف أمريكية، ولدت في 30 أغسطس 1973 في دافنبورت في الولايات المتحدة.

## وصلات خارجية
- بيث بدر على موقع رابطة لاعبات الغولف المحترفات (الإنجليزية)